# واسط برنامه‌نویسی وب
مفهوم کلی واسط برنامه‌نویسی وب (به انگلیسی: Web API) یا واسط برنامه‌سازی کاربردی وب شامل دو بخش است. هم به واسط برنامه‌نویسی سمت سرور بر روی سرور وب اشاره می‌کند و هم به واسط برنامه‌نویسی سمت کاربر در یک مرورگر وب.

## سمت سرور
یک رابط برنامه‌نویسی وب سمت سرور رابطی است برای یک سامانه پیغامی درخواست-پاسخ، معمولاً به صورت جی‌سن یا اکس‌ام‌ال، که با مرورگرهای مبتنی بر پروتکل انتقال ابرمتن کار می‌کند.
نرم‌افزارهای وب پیوندی (به انگلیسی: Meshup) نرم‌افزارهای تحت وبی هستند که از چندین رابط برنامه‌نویسی وب مانند این استفاده می‌کنند.
با وجود اینکه رابط‌های برنامه‌نویسی وب در این زمینه بعضی مواقع مترادف وب سرویس و وب ۲ حساب می‌شوند، نرم‌افزارهای تحت وب از حالت معماری سرویس گرا (به انگلیسی: SOA) با سرویس‌های وب مبتنی بر پروتکل دسترسی آسان به اشیاء (به انگلیسی: SOAP) به سمت مجموعه‌های سرویس‌های وب مبتنی بر انتقال وضعیت بازنمودی (به انگلیسی: REST) نزدیک شده‌اند.
این رابط‌های برنامه‌نویسی وب مبتنی بر REST از طریق متدهای استاندارد پروتکل انتقال ابرمتن توسط طیف زیادی از خدمات گیرندگان HTTP شامل مرورگرها و دستگاه‌های موبایل قابل دسترسی هستند.

## سمت کاربر
تعدادی رابط برنامه‌نویسی وب سمت کاربر ساخته شده‌است. (اکثراً با هدف انقیاد استاندارد شده جاوا اسکریپت برای استفاده در مرورگرهای وب).
بنیاد موزیلا مشخصات رابط برنامه‌نویسی وب خود را که برای کمک به جایگزینی نرم‌افزارهای بومی موبایل با نرم‌افزارهای اچ‌تی‌ام‌ال۵ ساخته است.